# اینگالز (اکلاهما)
اینگالز (به انگلیسی: Ingalls) یک منطقهٔ مسکونی در ایالات متحده آمریکا است که در شهرستان پین، اکلاهما واقع شده‌است.